# Fontmell Magna
Fontmell Magna är en ort och civil parish i Storbritannien.   Den ligger i kommunen Dorset och riksdelen England, i den södra delen av landet, 160 km väster om huvudstaden London. Fontmell Magna ligger 84 meter över havet och antalet invånare är 734.
Terrängen runt Fontmell Magna är lite kuperad. Runt Fontmell Magna är det ganska tätbefolkat, med 108 invånare per kvadratkilometer. Närmaste större samhälle är Manston, 5,4 km väster om Fontmell Magna. Trakten runt Fontmell Magna består till största delen av jordbruksmark.